# Tryggve Gran

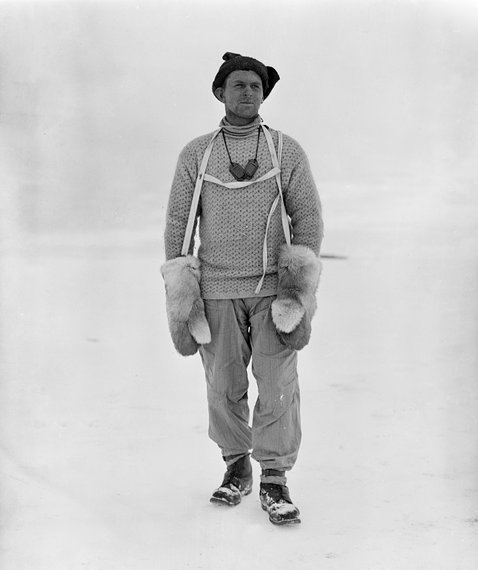
Gran en la Antártida, 1911.

Jens Tryggve Herman Gran (20 de enero de 1888 - 8 de enero de 1980) fue un aviador, explorador y autor noruego. Hizo parte de la Expedición Terra Nova en la Antártida y fue la primera persona en volar a través del Mar del Norte en un avión más pesado que el aire. Los primeros en cruzar el Mar del Norte en avión fueron dos globos aerostáticos alemanes, Distler y Joerdens, que despegaron de Munich. Fueron llevados a través del Mar del Norte por fuertes vientos, aterrizando en Kirkwall, Orkney, el 4 de diciembre de 1910.

## Biografía

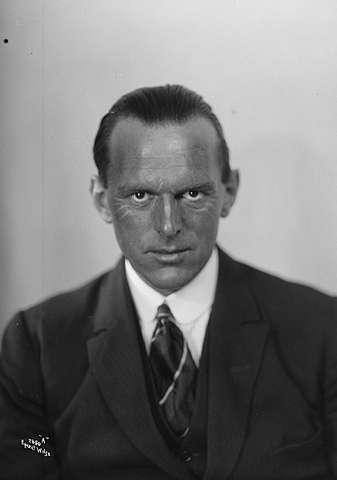
Gran en 1923.

Tryggve Gran nació en Bergen, Noruega, creciendo en una familia próspera que se dedicaba a la industria de la construcción naval. Se interesó en la ciencia y la exploración, a tal punto que en 1910 fue recomendado ante Robert Falcon Scott, que se encontraba en Noruega en ese momento preparándose para una expedición a la Antártida y probando el tractor que pensaba llevar consigo. Scott quedó impresionado con Gran, quien era un experto esquiador, invitándolo a hacer parte de la Expedición Terra Nova. Al llegar a la Antártida a principios de enero de 1911, Gran fue uno de los 13 miembros de la expedición involucrados en el establecimiento de los depósitos de suministros necesarios para intentar llegar al Polo Sur ese mismo año. Desde noviembre de 1911 hasta febrero de 1912, mientras Scott y el resto del grupo del sur se encontraban en su viaje hacia el Polo, Gran acompañó la expedición geológica a las montañas occidentales liderada por Thomas Griffith Taylor.
En noviembre de 1912, Gran formó parte del grupo de búsqueda de 11 hombres que encontró la tienda que contenía los cadáveres de la comitiva que se dirigía hacia el polo sur. Después de recoger las pertenencias personales, los cuerpos de Scott y sus dos compañeros fueron enterrados en la nieve. Se usaron un par de esquís para formar una cruz sobre su tumba. Gran viajó de regreso a la base en Cabo Evans usando los esquís de Scott. Antes de abandonar la Antártida, hizo un ascenso al Monte Erebus con Raymond Priestley y Frederick Hooper en diciembre de 1912. El 24 de julio de 1913 Gran fue galardonado con la Medalla Polar por el Rey Jorge V.
En su viaje de regreso, Gran conoció al aviador irlandés Robert Loraine e inmediatamente se interesó en la aviación, participando de forma intensa en la Primera Guerra Mundial. Falleció en su casa en Grimstad, Noruega, el 8 de enero de 1980 a la edad de 91 años. En 1971 se inauguró un monumento en su honor en Cruden Bay.

## Publicaciones
- Hvor sydlyset flammer – (1915)
- Under britisk flagg: krigen 1914–18 – (1919)
- Triumviratet – (1921)
- En helt: Kaptein Scotts siste færd – (1924)
- Mellom himmel og jord – (1927)
- Heia – La Villa – (1932)
- Stormen på Mont Blanc – (1933)
- La Villa i kamp – (1934)
- Slik var det: Fra kryp til flyger – (1945)
- Slik var det: Gjennom livets passat – (1952)
- Kampen om Sydpolen – (1961)
- Første fly over Nordsjøen: Et femtiårsminne – (1964)
- Fra tjuagutt til sydpolfarer – (1974)
- Mitt liv mellom himmel og jord – (1979)